# 雜色鱂
雜色鱂為輻鰭魚綱鯉齒目鯉齒亞目鯉齒鱂科的其中一種，分布於美國麻州至墨西哥東北部的淡水、半鹹水水域，體長可達9公分，棲息在泥底質的潟湖，屬雜食性，以藻類、甲殼類、昆蟲幼蟲等為食，可作為觀賞魚。

## 擴展閱讀
維基物種上的相關：雜色鱂